# Periplaneta

Das Verlagslogo

periplaneta ist ein seit Herbst 2007 bestehender Independent-Verlag und eine Mediengruppe mit Sitz in Berlin-Prenzlauer Berg. Die Geschäftsführerin ist Marion Alexa Müller.

## Name und Logo
Periplaneta ist ein griechisch-lateinischer Begriff und bedeutet „um den Planeten“. Der Name für den Independent-Verlag entstand in Anlehnung an die Gattung der flugfähigen Großschaben (wissenschaftlicher Name Periplaneta), eine Reminiszenz an deren Überlebensstrategie und Anpassungsfähigkeit trotz widriger Umstände. Die Periplaneta Americana (Amerikanische Großschabe) ist das Maskottchen von Periplaneta.

## Programm
Der Verlag publiziert neben Büchern auch die Medien E-Books, Musik-CDs und Hörbücher, außerdem über das verlagseigene Studio und Label Silbenstreif Poetry-Clips, Podcasts, Video-Trailer und produziert die Hörbücher. Viele Publikationen erscheinen als Multimedia- oder Crossmediaprodukte, z. B. als Bücher mit CD oder DVD.
Seit 2010 werden auch Musik-Alben veröffentlicht. 
Neben der Belletristik (Edition Periplaneta) verfügt er weiterhin über verschiedene andere Editionen: „Drachenfliege“ (Fantasy, Märchen), „Reimzwang“ (Lyrik), „Totengraeber“ (Krimis, Thriller) und „Mundwerk“ (Comedy, Kabarett, Slam), die jede für sich durchaus ein inhaltliches Profil aufweisen. Ferner werden auch Sachbücher und Biografien („Blickpunkt“), Kinder- und Jugendbücher („Drachenmücke“).
Ein Imprint ist die im Januar 2013 gegründete Edition „Subkultur“, die vornehmlich Literatur und Musik unterschiedlicher Jugendkulturen veröffentlicht.

## „Kreativzentrum“

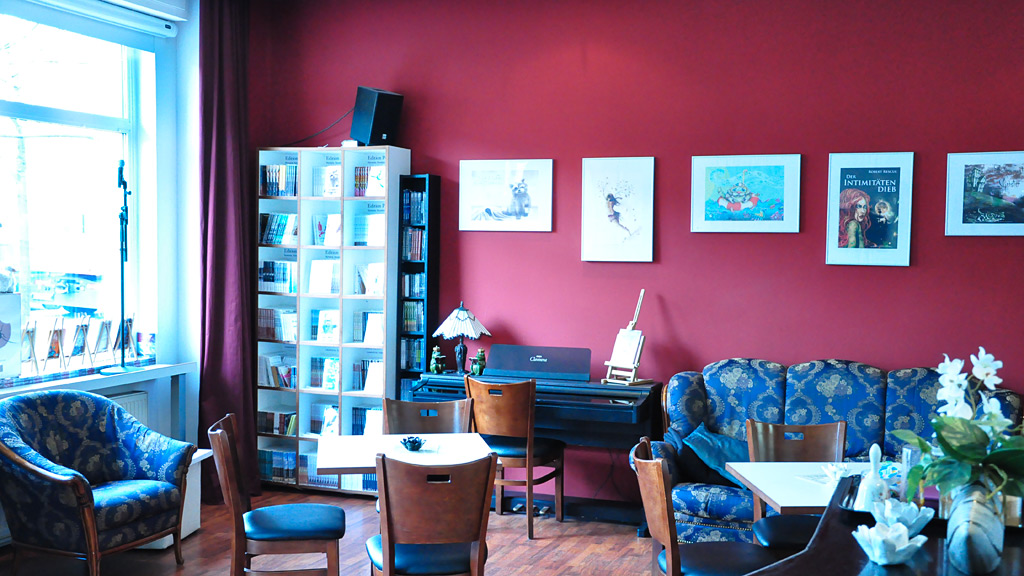
Periplaneta Literaturcafé Berlin

Seit Mai 2009 verfügt der Verlag über ein „Kreativzentrum“, welches die Büroräume und ein Literaturcafé mit Buchhandlung beherbergt. In ihm finden literarische Veranstaltungen, Ausstellungen oder musikalische Darbietungen statt. Der Veranstaltungsort steht auch verlagsfremden Autoren und Künstlern offen. Seit 2010 ist das Periplaneta Literaturcafé der Veranstaltungsort der Lesebühne „Vision und Wahn“. 2019 startete die wöchentliche Veranstaltungsreihe „Tresenlesen“ mit Thomas Manegold und Gästen.

## Netzwerk
Periplaneta ist Mitglied im Börsenverein des Deutschen Buchhandels und wird den „jungen Verlagen“ zugeordnet.
Periplaneta unterstützt den Gedanken vom Aktionsbündnis für faire Verlage.